# Vörös lóhangya

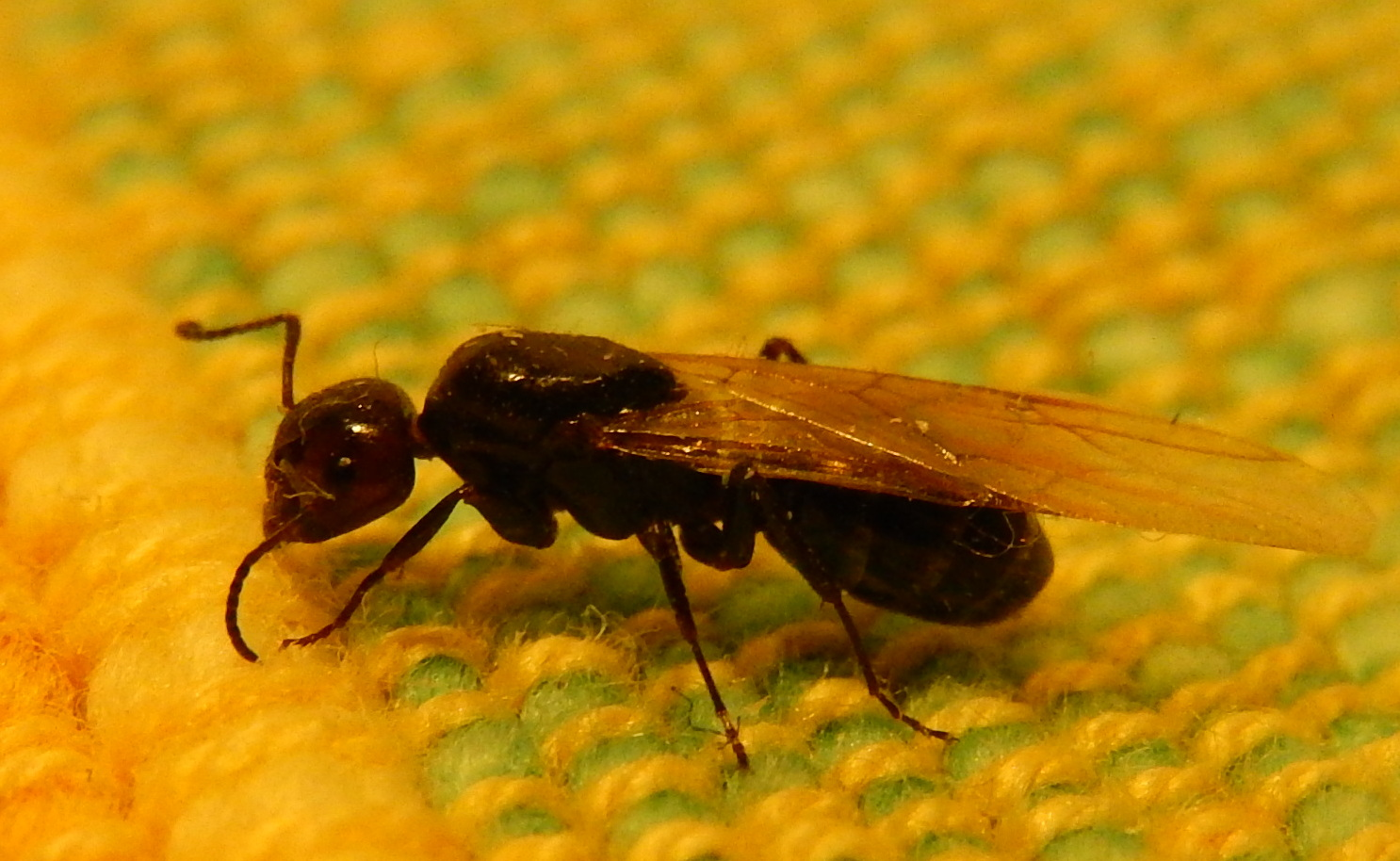
Szárnyas nőstény

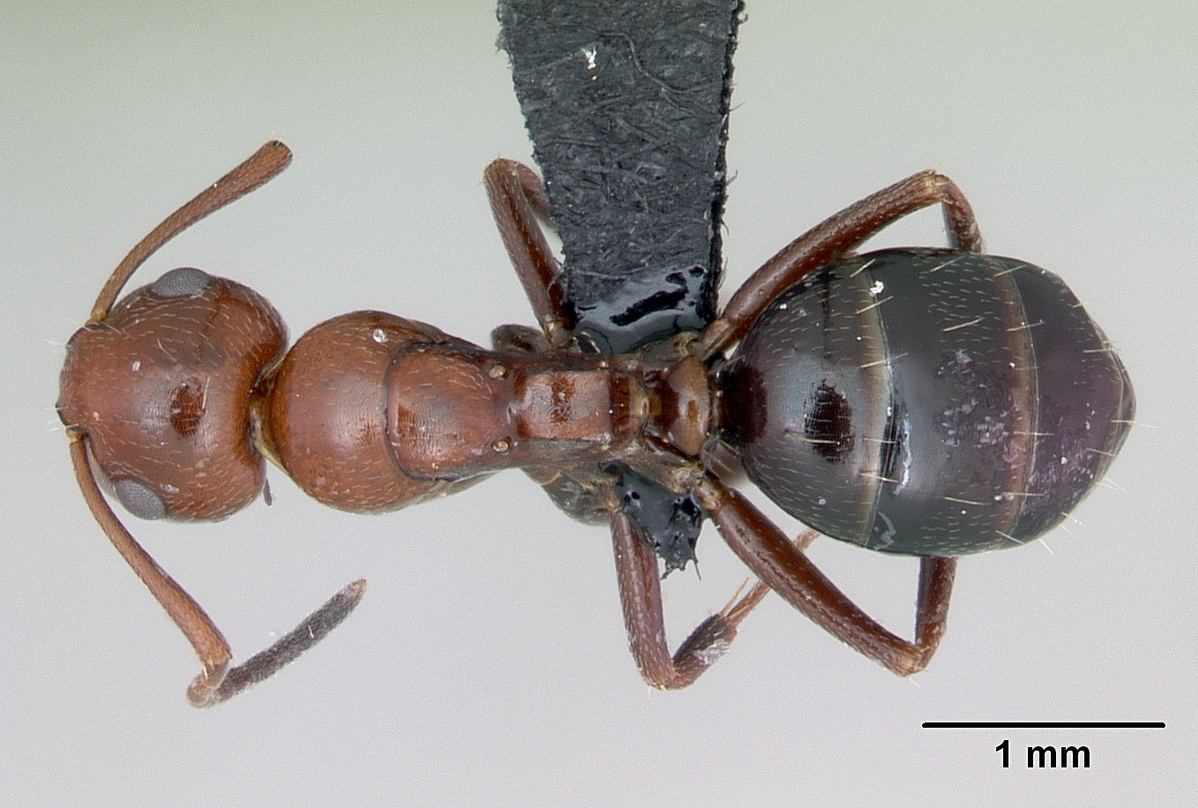
Dolgozó

A vörös lóhangya (Camponotus lateralis) a vöröshangyaformák (Formicinae) alcsaládjába sorolt lóhangyarokonúak (Camponotini) nemzetségben a névadó lóhangya (Camponotus)nem egyik faja.

## Származása, elterjedése
Alapvetően mediterrán faj, Nyugat-Európától a Közép-Keletig terjedt el (euro-turáni faunavidék, mediterrán faunavidék, belső-ázsiai faunavidék). Elterjedési területének északi határa valószínűleg a Kárpát-medencén át húzódik; hazánkban a szubmediterrán élőhelyeken fordul elő (Tartally).

## Megjelenése, felépítése
A legnagyobb magyarországi hangyák közé tartozik.A nyúlánk dolgozó feje és tora általában vörös, mivel megjelenésével a szívhangya (Crematogaster) fajokat utánozza (Tartally). A potroha fekete. Királynői között vörös fejűek és teljesen feketék egyaránt előfordulnak. A királynő színe dolgozók színére nincs hatással (Hangyafarm).
Polimorf faj, három dolgozókaszttal (minor, media, major). Nagyobb dolgozói a potrohukban sok vizet és táplálékot tudnak tárolni, ami nagyon látványossá teszi őket (Tartally).

## Életmódja, élőhelye
Főleg mézharmatot és rovarokat eszik.
Egykirálynős (monogyn) fészkét többnyire erdőkben, a száraz fatönkökbe rágja. Kolóniái viszonylag kicsik, alig pár száz dolgozóval. Dolgozói magányosan keresgélnek — általában a fákon, ritkábban a földön. Táplálékforrásait nem őrzi. Más hangyafajokkal a konfliktust általában kerüli; nyílt harc helyett inkább megfutamodik (Hangyafarm).
Királynője 10–15 évet élhet.

## Gazdasági jelentősége
Sokszor károkat okoz azzal, hogy az élőfákat is kirágja, tarvágásokon azonban szívesen látják, mert a földben maradt tuskókat és gyökereket gyorsan szétporlasztja.